# Худякова Антоніна Федорівна
Антоніна Федорівна Худякова (20 червня 1917, с. Нова Слобода, Карачевський район, Брянська область — 17 грудня 1998, Олександрія) — радянська військова льотчиця, Герой Радянського Союзу (1946). Після Другої світової війни — українська краєзнавиця.

## Життєпис
Антоніна Худякова народилась 20 червня 1917 року в селі Нова Слобода нині Карачєвського району Брянської області в селянській родині. Навчалася в Бежицькому машинобудівному технікумі, після якого була у 1937 році направлена в Україну, у місто Кам'янське, на вагонобудівний завод на посаду майстра. Ще дівчиною захопилась парашутним спортом, тому, працюючи на заводі, стала курсанткою місцевого аероклубу. Навчання продовжила в Херсонські авіаційній школі Осоавіахіму, яку закінчила в 1940 р., ставши штурманом-льотчиком. Працювала льотчиком-інструктором спочатку в Брянському, а потім в Орловському аероклубі.

### Друга світова війна
З початком німецько-радянської війни у жовтні 1941 р. пішла добровольцем до Червоної Армії. Спочатку належала до льотної частини Раскової, потім до полку Бершанської. В 1942 році закінчила Курси вдосконалення командного складу. Худякова однією з перших прийшла у Таманський авіаційний жіночий полк нічних бомбардувальниць, який тоді ще тільки формувався. На фронтах з травня 1942 року. Особисто здійснила 926 бойових вильотів, мала бойовий наліт 3139 годин. Брала активну участь в обороні Північного Кавказу, ліквідації німецьких військ на Таманському і Кримському півостровах, у Білорусі, Польщі, Східній Прусії, Німеччині.

Антоніна Худякова біля пам'ятника на свою честь у м. Карачев

На закінчення Другої Світової Худякова була заступником командира ескадрильї 46-го гвардійського нічного бомбардувального авіаційного полку 325-ї нічної бомбардувальної авіаційної дивізії 4-ї повітряної армії 2-го Білоруського фронту, гвардії старшим лейтенантом.

### Після війни
Після війни перебувала у запасі, а потім у відставці. Лише після Другої світової, 1952 року, її примусили вступити до лав КПРС. Після виходу в запас постійно проживала у місті Олександрія Кіровоградської області. Проводила активну виховну роботу серед молоді. За її сприяння була зібрана перша експозиція і створений Олександрійський краєзнавчий музей. З 1980 р. до 1991 р. працювала його директоркою, активно допомагала при зборі експонатів, організації експозицій. У грудні 2003 краєзнавчому музею було присвоєно ім'я Антоніни Худякової.

### Родина
У роки війни познайомилась з Ігорем Семиреченським, воєнним льотчиком-винищувачем. Одружилася з ним у 1943, народила доньку й сина. Донька Тетяна закінчила історичний факультет Харківського університету, одружилася з художником з Олександрії Степаном Ніколенком, виростила двох доньок, мешкає в Олександрії.Син Ігор — журналіст, літературний редактор книг та журналів, мешкає в Москві.

## Нагороди й відзнаки
Худякова удостоєна звання почесного громадянина міст Олександрії та Карачева. В Карачеві ще за її життя було встановлено їй пам'ятник.
Антоніна Худякова була нагороджена багатьма бойовими медалями, а також орденами:
- Орден Леніна
- два ордени Червоного Прапора
- три ордени Вітчизняної війни І ступеня

Звання Герой Радянського Союзу було їй присвоєне 15 травня 1946 року (медаль № 6150).